# Bundesministerium für Justiz
Das Bundesministerium für Justiz (kurz BMJ oder Justizministerium) ist das für Angelegenheiten des Zivilrechts (Bürgerliches Recht, Handelsrecht, Urheberrecht, Vertragsversicherungsrecht, Kartellrecht, Konkurs- und Ausgleichsrecht), des gerichtlichen Strafrechts, die Organisation der Gerichtsbarkeit, die staatsanwaltlichen Behörden, die Justizverwaltung, das Strafvollzugswesen und den Datenschutz zuständige Bundesministerium der Republik Österreich.

## Geschichte

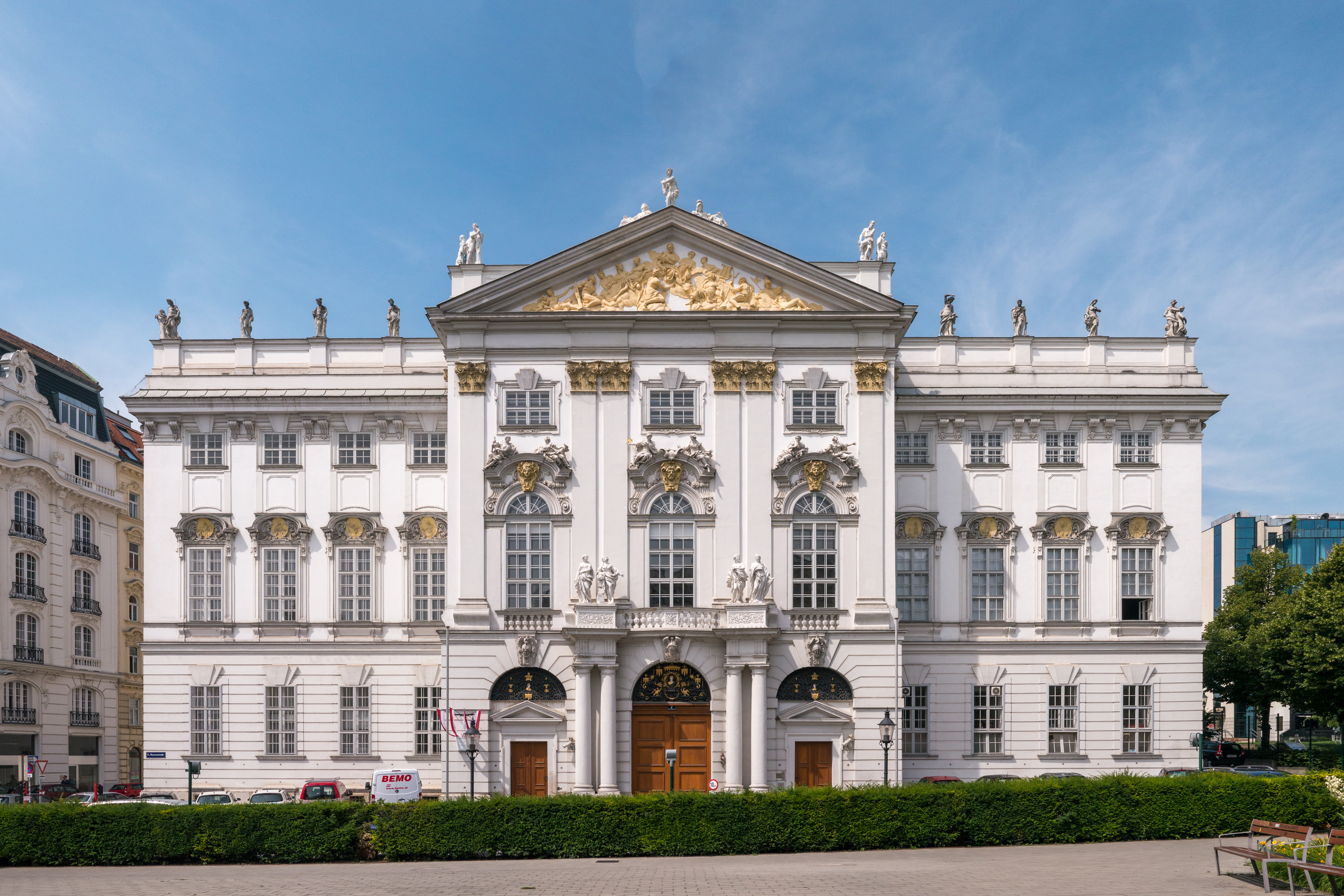
Der Hauptsitz im Palais Trautson

Das Justizministerium ging, ebenso wie der Oberste Gerichtshof (OGH), im Jahre 1848 aus der 1749 gegründeten Obersten Justizstelle hervor, welche bis dahin sowohl die Gerichtsbarkeit als auch die Justizverwaltung wahrgenommen sowie neue Justizgesetze (u. a. das ABGB) ausgearbeitet hatte. 1860 wurde das Justizministerium mit Innen- und Unterrichtsministerium zum Staatsministerium vereint; 1867 für die cisleithanischen Länder erneut ein k.k. Justizministerium errichtet. 1918 wurde ein Staatsamt für Justiz geschaffen, aus welchem nach Inkrafttreten des B-VG unter der Bundesregierung Mayr II per 20. November 1920 das Bundesministerium für Justiz hervorging. Es wurde 1923–1927 vom jeweiligen Vizekanzler geleitet. Mit Erlass vom 23. April 1938 erfolgte die Auflösung des BMJ und die Eingliederung seiner Dienststellen in das deutsche Reichsministerium der Justiz. 1945 wurde erneut ein Staatsamt für Justiz geschaffen, aus welchem abermals nach dem Wiederinkrafttreten des B-VG (19. Dezember 1945) das BMJ hervorging. Das Justizministerium unterschied sich insofern von den anderen österreichischen Ministerien, als mehrfach parteilose Richter, Beamte oder Hochschullehrer das Ressort leiteten (u. a. Egmont Foregger, Hans Klecatsky, Nikolaus Michalek).
Seit 2008 bietet das BMJ zahlreiche Online-Formulare an. Diese Formulare können direkt als Webformular ausgefüllt werden. Das österreichische IT-Unternehmen aforms entwickelte und betreut diese Formularlösungen, mit denen etwa Anträge zur Klage wegen Geldleistungen, arbeitsrechtliche Mahnklagen oder auch ein Sanierungsplan direkt von zuhause aus gestellt werden können. 2014 wurde dem Bundesminister ein Weisenrat, ab 2016 umbenannt: Weisungsrat, beigestellt, nachdem sich die Anzahl der Weisungen des Bundesministers an die Staatsanwaltschaften von 2009 bis 2013 von jährlich 7 auf 43 vervielfacht hatte. Von 2014 bis 16. Juni 2016 hat der Weisungsrat 5 Weisungen verhindert und in 4 weiteren Fällen Modifikation von Weisungen bewirkt, beantwortete ÖVP-Justizminister Brandstetter auf Anfrage der Grünen.
Vom 8. Jänner 2018 (BGBl. I Nr. 164/2017) bis zum 28. Jänner 2020 (BGBl. I Nr. 8/2020) war das Bundesministerium auch für den Verfassungsdienst zuständig und führte die Bezeichnung Bundesministerium für Verfassung, Reformen, Deregulierung und Justiz.

## Aufgaben
Das Bundesministerium für Justiz ist zuständig für:
- Angelegenheiten des Zivilrechts, soweit sie nicht in den Wirkungsbereich eines anderen Bundesministeriums fallen.
  - Angelegenheiten des bürgerlichen Rechts mit Ausnahme des Arbeitsvertragsrechts, jedoch einschließlich arbeitsvertragsrechtlicher Regelungen, bei denen andere Gegenstände des bürgerlichen Rechts im Vordergrund stehen.
  - Angelegenheiten des Handelsrechts einschließlich des Gesellschafts- und des Genossenschaftsrechts sowie des Wechsel- und Scheckrechts.
  - Urheberrecht und verwandte Schutzrechte.
  - Vertragsversicherungsrecht.
  - Kartellrecht.
  - Angelegenheiten der juristischen Personen des Privatrechts.
  - Personenstandsangelegenheiten, die von Justizbehörden zu vollziehen sind.
  - Vorbereitung der Ehelicherklärung durch den Bundespräsidenten.
- Angelegenheiten des gerichtlichen Strafrechts.
- Angelegenheiten des gerichtlichen Medienrechts.
- Angelegenheiten der Zivil- und Strafgerichtsbarkeit.
  - Angelegenheiten der Organisation und des Verfahrens der ordentlichen Gerichte, der Kartellgerichte und des schiedsrichterlichen Verfahrens.
- Angelegenheiten der staatsanwaltschaftlichen Behörden sowie der Verfahren von Verwaltungsbehörden im Dienst der Strafrechtspflege.
- Angelegenheiten des Vollzuges der Entscheidungen und Verfügungen der Gerichte in Zivil- und Strafrechtssachen.
  - Exekutionswesen.
  - Angelegenheiten des Vollzuges der Verwahrungs- und der Untersuchungshaft sowie von gerichtlichen Strafen, von vorbeugenden Maßnahmen und gerichtlichen Erziehungsmaßnahmen.
  - Angelegenheiten der Resozialisierung einschließlich der Bewährungshilfe.
  - Angelegenheiten des Dienstbetriebes der Justizwache.
  - Angelegenheiten der Auslieferung, soweit sie von Justizbehörden zu vollziehen sind.
- Insolvenz- und Anfechtungsrecht.
- Vorsorge für die Errichtung sowie die Organisation und der Betrieb von Anstalten zum Vollzug von Freiheitsstrafen und der mit Freiheitsentziehung verbundenen vorbeugenden Maßnahmen und ihre administrative Verwaltung.
- Angelegenheiten der Justizverwaltung der ordentlichen Gerichte und der Kartellgerichte.
- Angelegenheiten der Rechtsanwälte und Notare einschließlich ihrer beruflichen Vertretung sowie der Verteidiger in Strafsachen.
- Angelegenheiten der Gerichts- und Justizverwaltungsgebühren.
- Organisatorische Angelegenheiten der Verwaltungsgerichtsbarkeit mit Ausnahme der Angelegenheiten des Bundesfinanzgerichtes.
- Rechtliche Angelegenheiten des öffentlichen Auftragswesens.
- Rechtliche Angelegenheiten des Datenschutzes und der elektronischen Datenverarbeitung.

## Struktur
Das Bundesministerium für Justiz gliedert sich wie folgt:
- Bundesministerin für Justiz
  - Kabinett der Bundesministerin
  - Stabsstelle für europäische und internationale Ressortangelegenheiten
    - Kompetenzstelle Internationale Beziehungen und Stärkung der Rechtsstaatlichkeit

  - Stabsstelle für Kommunikation und Öffentlichkeitsarbeit
    - Mediensprecherin für das Ressort
    - Stellvertretende Mediensprecherin für das Ressort

  - Stabsstelle für Datenschutz
    - Kompetenzstelle GDSR – Geschäftsstelle des Datenschutzrates

  - Stabsstelle für Vergaberecht
  - Sektion I: Zivilrecht
    - Abteilung I 1: Familien-, Personen- und Erbrecht
      - Kompetenzstelle Zentrale Behörde in Kindschafts- und Erwachsenenschutzsachen

    - Abteilung I 2: Sachen-, Schuld- und Wohnrecht
    - Abteilung I 3: Wirtschaftsrecht: Unternehmens-, Gesellschafts- und Insolvenzrecht
    - Abteilung I 4: Urheber-, Kartell-, Grundbuchs- und Exekutionsrecht
    - Abteilung I 5: Internationales Privat- und Zivilverfahrensrecht
      - Kompetenzstelle Internationale Rechtshilfe und EJNZ-Management

    - Abteilung I 6: Berufs- und Amtshaftungsrecht: Freie Rechtsberufe, Sachverständige, Dolmetscher:innen und Amtshaftungssachen
    - Abteilung I 7: Allgemeine Angelegenheiten: Persönlichkeitsrechte, zivilrechtliche Nebengesetze, Gerichtsgebühren und Unternehmensberichterstattung
    - Abteilung I 8: Zivilverfahrensrecht

  - Sektion II: Generaldirektion für den Strafvollzug und den Vollzug freiheitsentziehender Maßnahmen
    - Abteilung II 1: Grundsatzfragen, Fortentwicklung, Rechtsschutz, rechtliche sowie internationale Angelegenheiten des Strafvollzuges und des Vollzuges freiheitsentziehender Maßnahmen
      - Kompetenzstelle Rechtsschutz
      - Begutachtungs- und Evaluationsstelle für Gewalt- und Sexualstraftäter:innen

    - Gruppe Sicherheit, Betreuung, Ressourcen
      - Koordinationsstelle Extremismusprävention und Deradikalisierung
      - Abteilung II 2: Exekutive, Aufsicht, Budget, Wirtschaft, Bau und Sicherheit im Strafvollzug und im Vollzug freiheitsentziehender Maßnahmen
        - Kompetenzstelle Budget und Wirtschaft
        - Kompetenzstelle Aufsicht und Überstellungen
        - Kompetenzstelle Sicherheit und Extremismusprävention
        - Kompetenzstelle Elektronische Überwachung

      - Abteilung II 3: Vollzug und Betreuung im Strafvollzug und im Vollzug freiheitsentziehender Maßnahmen
        - Chefärztlicher und chefzahnärztlicher Dienst
        - Kompetenzstelle Maßnahmenvollzug und Extremismusprävention
        - Clearingstelle für den Maßnahmenvollzug gemäß § 21 Abs. 2 StGB

      - Abteilung II 4: Personalangelegenheiten im Strafvollzug und im Vollzug freiheitsentziehender Maßnahmen
        - Referat II 4/a: Planstellenbewirtschaftung
        - Referat II 4/b: Personalangelegenheiten

  - Sektion III: Präsidialsektion
    - Gruppe Budget und Infrastruktur
      - Kompetenzstelle III PKRS: Parlamentskoordination und Rechtsschutz
      - Abteilung III 1: Koordination und Ressourcenverwaltung
        - Referat III 1/a: Personal
        - Kompetenzstelle Controlling, Zahlungsvollzug und Reisemanagement
        - Kompetenzstelle Wirtschaft und Veranstaltungswesen

      - Abteilung III 2: Budget und Bau
        - Kompetenzstelle Bauangelegenheiten

      - Abteilung III 3: Rechtsinformatik, Informations- und Kommunikationstechnologie
        - Kompetenzstelle Großprojekte (Justiz 3.0), Strafverfahren, Strafvollzug und Datawarehouse
        - Kompetenzstelle IKT-Infrastruktur, IKT-Budget, IT-Administration und ELAK

      - Abteilung III 4: Freie Rechtsberufe, Förderungswesen, Rechtsfürsorge und Mediation
        - Kompetenzstelle Förderungswesen und Rechtsfürsorge

    - Gruppe Personal
      - Abteilung III 5: Personalmanagement Gerichte und Staatsanwaltschaften
        - Kompetenzstelle Beamtinnen und Beamte sowie Vertragsbedienstete der Gerichte und Staatsanwaltschaften

      - Abteilung III 6: Organisationsentwicklung sowie Personalplanung und -controlling
        - Kompetenzstelle Personalcontrolling

      - Abteilung III 7: Personalentwicklung, Diversity Management, Gesundheitsmanagement

    - Abteilung III 8: Innenrevision, Compliance und Rechnungshof
      - Kompetenzstelle Revision Strafvollzug
      - Kompetenzstelle Organisationsberatung

  - Sektion IV: Strafrecht
    - Abteilung IV 1: Materielles Strafrecht
    - Abteilung IV 2: Strafrechtliche Nebengesetze und multilaterale Zusammenarbeit in Strafsachen
    - Abteilung IV 3: Strafverfahrensrecht

  - Sektion V: Einzelstrafsachen
    - Abteilung V 1: Internationale Strafsachen
    - Abteilung V 2: Großverfahren und berichtspflichtige Strafsachen
    - Abteilung V 3: Einzelstrafsachen, Extremismusdelikte und Gnadensachen
      - Kompetenzstelle Gnadensachen und Amnestien

## Geschäftsbereiche
Das Bundesministerium für Justiz hat als nachgeordnete Dienststellen die Justizanstalten, die Datenschutzbehörde die Oberstaatsanwaltschaften (und die ihnen nachgeordneten Staatsanwaltschaften) und die Generalprokuratur. In Angelegenheiten der Justizverwaltung sind dem Bundesministerium auch das Bundesverwaltungsgericht, die Oberlandesgerichte und der Oberste Gerichtshof unterstellt.
Folgende ausgegliederte Einrichtung ist dem Ressortbereich zuzuordnen: 
- Justizbetreuungsagentur